# 1942-es magyar birkózóbajnokság
Az 1942-es magyar birkózóbajnokság a harminchatodik magyar bajnokság volt. A kötöttfogású és a szabadfogású bajnokságot is október 18-án és 25-én rendezték meg Budapesten, a Nemzeti Sportcsarnokban.

## Eredmények

### Férfi kötöttfogás
| Versenyszám  | Arany                       | Arany | Ezüst                         | Ezüst | Bronz                                 | Bronz |
| ------------ | --------------------------- | ----- | ----------------------------- | ----- | ------------------------------------- | ----- |
| Légsúly      | Bencze Lajos Újpesti TE     |       | Zsámboki Pál Ceglédi MOVE     |       | Tőzsér József Nagyváradi Törekvés MTE |       |
| Pehelysúly   | Hullai József Kecskeméti TE |       | Tóth Ferenc Újpesti TE        |       | Szőke Ferenc BVSC                     |       |
| Könnyűsúly   | Gál József Ceglédi MOVE     |       | Simon Márton WMTK Csepel      |       | Balogh Gyula Salgótarjáni SE          |       |
| Váltósúly    | Kinizsi Rudolf MAC          |       | Mihályfi László Debreceni VSC |       | Káli Béla WMTK Csepel                 |       |
| Középsúly    | Kovács Gyula BVSC           |       | Mángó Andor WMTK Csepel       |       | Finyák Sándor Győri AC                |       |
| Félnehézsúly | Bóbis Gyula MAC             |       | Palotás József BVSC           |       | Gedeon Gáspár Debreceni VSC           |       |
| Nehézsúly    | Vitális Sándor BSzKRt SE    |       | Hámori József Munkás TE       |       | Tarányi József Debreceni VSC          |       |

### Férfi szabadfogás
| Versenyszám  | Arany                    | Arany | Ezüst                              | Ezüst | Bronz                       | Bronz |
| ------------ | ------------------------ | ----- | ---------------------------------- | ----- | --------------------------- | ----- |
| Légsúly      | Bencze Lajos Újpesti TE  |       | Tóth István Dunakeszi Magyarság SE |       | Aranyi Lajos Munkás TE      |       |
| Pehelysúly   | Tóth Ferenc Újpesti TE   |       | Vidra Mihály Vasas SC              |       | Fecske Béla BSzKRt SE       |       |
| Könnyűsúly   | Ferencz Károly BSzKRt SE |       | Tóth Miklós WMTK Csepel            |       | Bakos László MAC            |       |
| Váltósúly    | Sóvári Kálmán MAC        |       | Káli Béla WMTK Csepel              |       | Kinizsi Rudolf MAC          |       |
| Középsúly    | Kovács Gyula BVSC        |       | Meszes István Alba Regia AK        |       | Mángó Andor WMTK Csepel     |       |
| Félnehézsúly | Bóbis Gyula MAC          |       | Palotás József BVSC                |       | Gedeon Gáspár Debreceni VSC |       |
| Nehézsúly    | Vitális Sándor BSzKRt SE |       | Tarányi József Debreceni VSC       |       | –                           |       |